# Magdalena Mielcarz

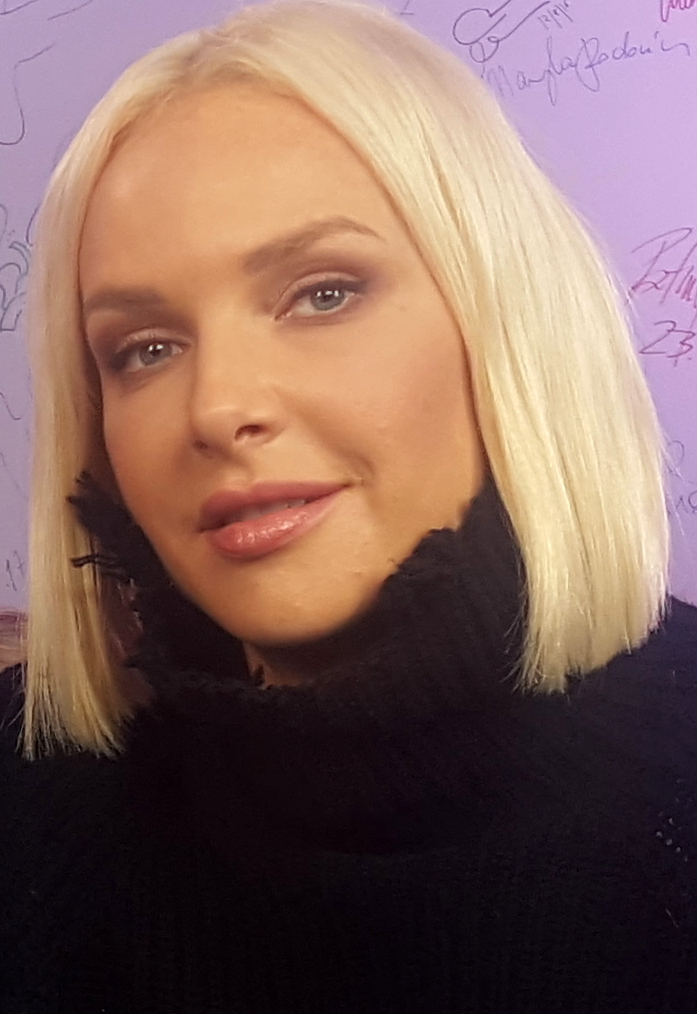
Magdalena Mielcarz (2017)

Magdalena Mielcarz, detta anche Magda Mielcarz (Varsavia, 3 marzo 1978), è un'attrice e modella polacca.

## Biografia
Diplomatasi nel 1998 al Liceo Jarosław Dąbrowski di Varsavia, ha studiato Giornalismo e Scienze Politiche all'Università di Varsavia. Ha debuttato come attrice ad 11 anni in una mini-serie TV per bambini ("Paziowie").
Ha lavorato per anni come modella e nel 2001, ha interpretato il primo ruolo cinematografico nel film, Quo Vadis? come protagonista, nel ruolo della cristiana Licia.

### Vita privata
Sposata dal 2007 con Adrian Ashkenazy, avvocato e uomo d'affari statunitense. Ha due figlie, nate nel 2009 e nel 2013. Dal 2008 vive negli USA.

## Filmografia

### Film
- Quo vadis?, regia di Jerzy Kawalerowicz (2001)
- Il tulipano d'oro, regia di Gérard Krawczyk (2003)
- Sotto falso nome, regia di Roberto Andò (2004)
- Solidarity. (cortometraggio), regia di Joan Stein (2005)
- The Chauffeur/Kierowca; regia di Jérôme Dassier (2008)
- Taras Bulba, regia di Vladimir Bortko (2009)
- Where Is Joel Baum?, regia di Pearl Gluck (2009)
- Today and Tomorrow, regia di Marcin Stawarz) (2009)
- Och, Karol 2, regia di Piotr Wereśniak (2011)
- Treatment, regia di Sean Nelson (2011)

### Serie TV
- Paziowie (1989)
- Fałszerze – powrót Sfory (2007)
- BrzydUla (2008)

## Televisione
- co-conduttrice di Top Model. Zostań modelką, prima edizione, per la TVN (2010)
- co-conduttrice di The Voice of Poland (Najlepszy głosper), prima edizione, per la TVP2 (2012)